# Taussac-la-Billière

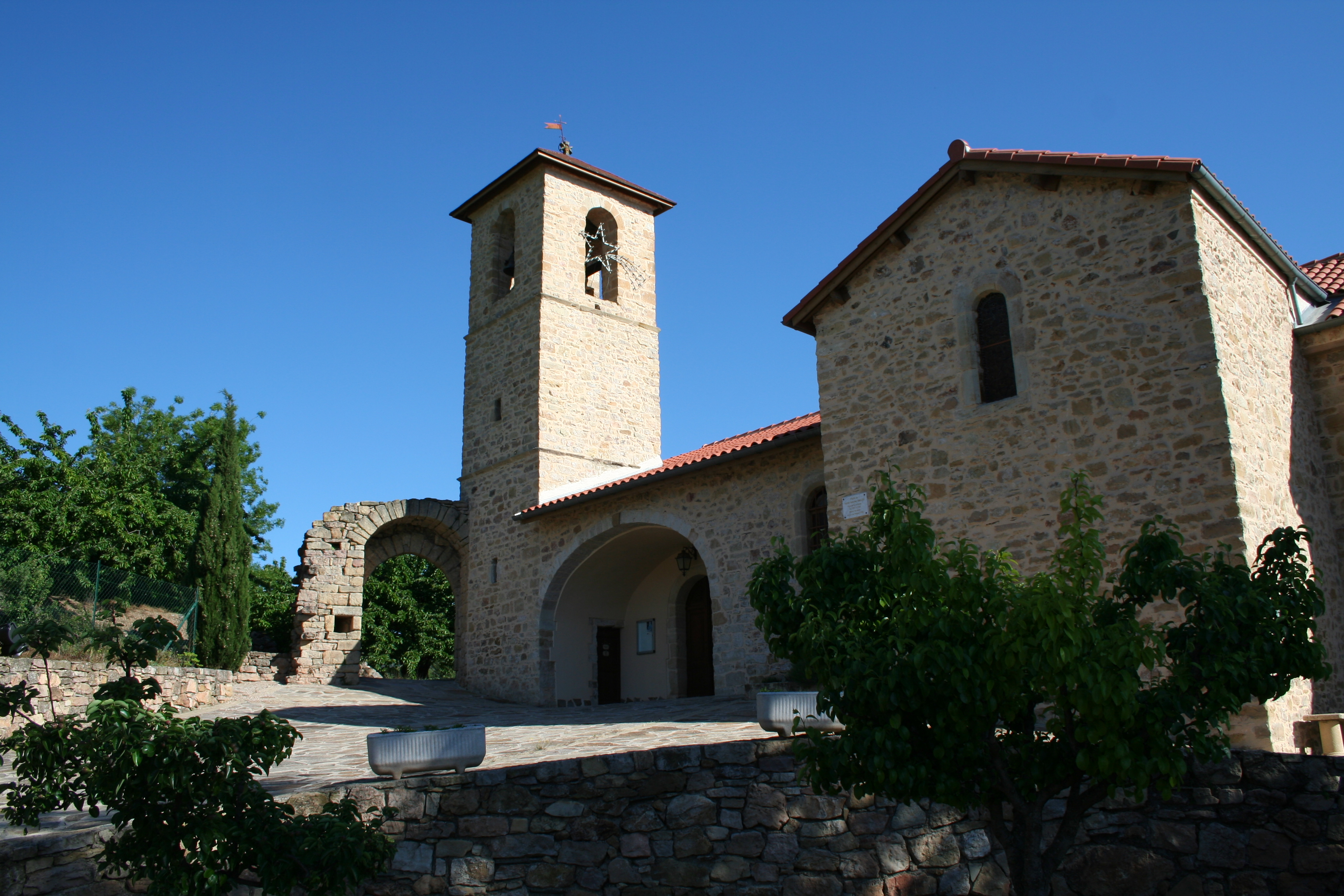
Kościół

Taussac-la-Billière – miejscowość i gmina we Francji, w regionie Oksytania, w departamencie Hérault.
Według danych na rok 1990 gminę zamieszkiwało 330 osób, a gęstość zaludnienia wynosiła 23 osoby/km² (wśród 1545 gmin Langwedocji-Roussillon Taussac-la-Billière plasuje się na 609. miejscu pod względem liczby ludności, natomiast pod względem powierzchni na miejscu 555.).